# Багричев, Николай Григорьевич
Никола́й Григо́рьевич Багричев (род. 1925) — советский разведчик, полковник госбезопасности; Резидент КГБ СССР в Лондоне (1962—1964).

## Биография
Родился в 1925 году в Баку в семье рабочего.
С 1953 года после окончания Всесоюзного юридического заочного института и Высшей разведывательной школы КГБ при СМ СССР — на службе во внешней разведке КГБ при СМ СССР.
С 1955 года работал в США в Нью-Йоркской резидентуре внешней разведки — заместителем резидента по линии «ПР» (в резидинтуре курировал политическую разведку), поддерживал связь с советским агентом Рудольфом Абелем.
С 1960 года работал в центральном аппарате ПГУ КГБ СССР. С 1962 года назначен резидентом и руководителем резидентуры внешней разведки КГБ СССР в Лондоне. С 1964 года назначен начальником 1-го отдела (нелегалы) Управления «С» (нелегальная разведка) ПГУ КГБ СССР.
С 1986 года — в отставке.